# Szészárma
Szészárma (románul Săsarm), település Romániában, Beszterce Naszód megyében.

## Fekvése
Bethlentől északkeletre, a Nagy-Szamos mellett, Középfalva és Nagykaján közt fekvő település.

## Nevének eredete
Szészárma neve Kádár József szerint: Zev, Scei, Zez előneve sekély víz, vagy vízvidéken előforduló gázlókra vonatkozó szikes, átkelő, vámszedőt őrhelyet jelent a vármegyék szélén. Nevének utolsó részét fekvése után orom, zorom, zorma vette. Neve mai jelentés szerint: végorom, végorma, Székorma lehetne.
Köpeczi Béla szerint: Fehértülök ~ Fehérkürtő; szé ~ szö = fehéres, ma = szőke + szarm (a) ~ szarv L: 1055: kokuzarma.

## Története
Nevét 1300 körül Weizhorn vagy Sceizorma, 1332-1337 között Zevzarma, 1355-ben Zeyzorma, 1439-ben Zezarman, 1611-ben Szeszerma, 1830-ban Szeszárma néven írták.
Szészárma, legrégebbről fennmaradt német neve Weiszhorn mutatja, szász telepítésű helység lehetett. Első birtokosai az Árpád-korban élt híres Radnai főúri család tagjai és a későbbi voltak.
1279-1290 között IV. László király Zeyzorma birtokkal kapcsolatban ad ki oklevelet [Radnai] Brendolius fia Henc comes javára.
1291-1292-ben a Radnaiak osztozkodásakor Weizhorn ~ Sceizarma falu Benus (Benes) comes fiainak jutott.
1332-1337 között a pápai tizedjegyzék adatai szerint egyházának János nevű papja évente 32 dénár pápai tizedet fizetett.
1334 körül [Harinnay] Farkas család kapta királyi adományba. 1449-ben Harinnai Farkas Tamás fia János végrendeletében a Szent Miklós tiszteletére épült templom szükségleteire 100 aranyat hagyott.

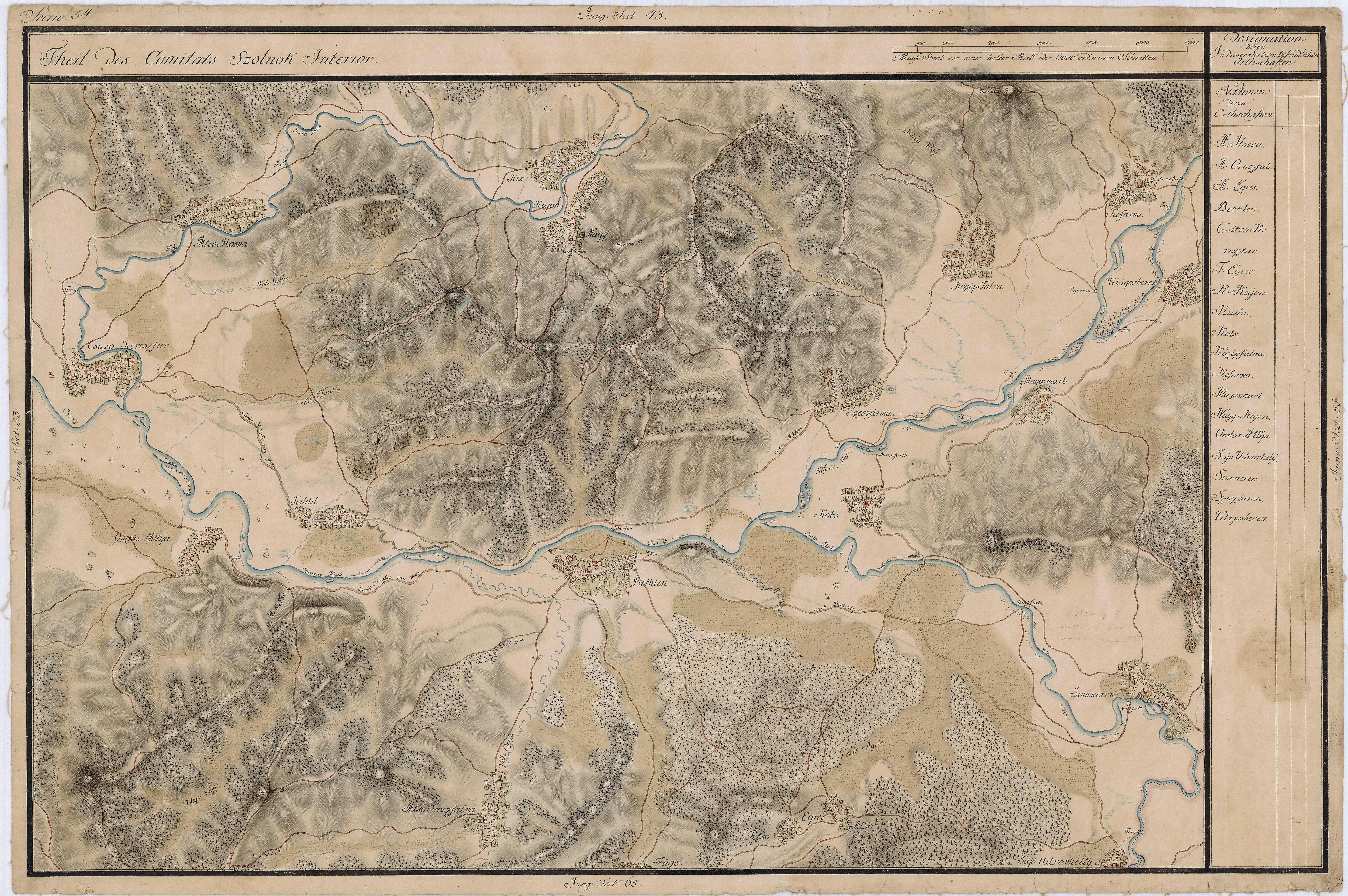
Szészárma egy régi, az 1700-as évekből való térképen

1360-ban I. Lajos király szerdai vásárjogot ad a falunak.
1458-ban az itteni kastély és egész birtok Harinnai Farkas Tamásé és Miklósé.
Az 1500-as évek elején várát is említik; 1548-ban Szentgyörgyi Kemény László, Csernátoni Bernáld Balázs, Paniti Alárd Ferenc és Sámsodi Erdélyi Mihály a királytól nekik ajándékozott Zezarma várát 4000 Ft-ért Méhes, Kisnyulas, Faragó, Sóspatak, Kapus, Pusztaszentmiklós birtokrészekért eladták Bethleni Farkasnak.
A reformáció idején a falu magyar lakossága kálvinista hitre tért át.
1601-1603 között a falu lakosságát legyilkolták vagy elűzték. Később Kőfaluhoz hasonlóan moldvai románokkal népesítették újra., majd 1664-ben a romos templomot a Bethlen család építtette újjá.
A település birtokosai a későbbiekben is a Bethlen család tagjai voltak.
1910-bn 952 lakosából 67 magyar, 24 német, 861 román volt. Ebből 856 görögkatolikus, 64 református, 23 izraelita volt.
A trianoni békeszerződés előtt Szolnok-Doboka vármegye Bethleni járásához tartozott.